# Jardin de l'apothicaire
Ne doit pas être confondu avec Jardin botanique de Moscou.
Le Jardin de l'apothicaire de l'université d'État de Moscou (russe : Аптекарский огород), créé en 1706 par Pierre Ier le Grand, est le plus vieux jardin botanique russe. Il est membre de la Botanic Gardens Conservation International.

## Histoire

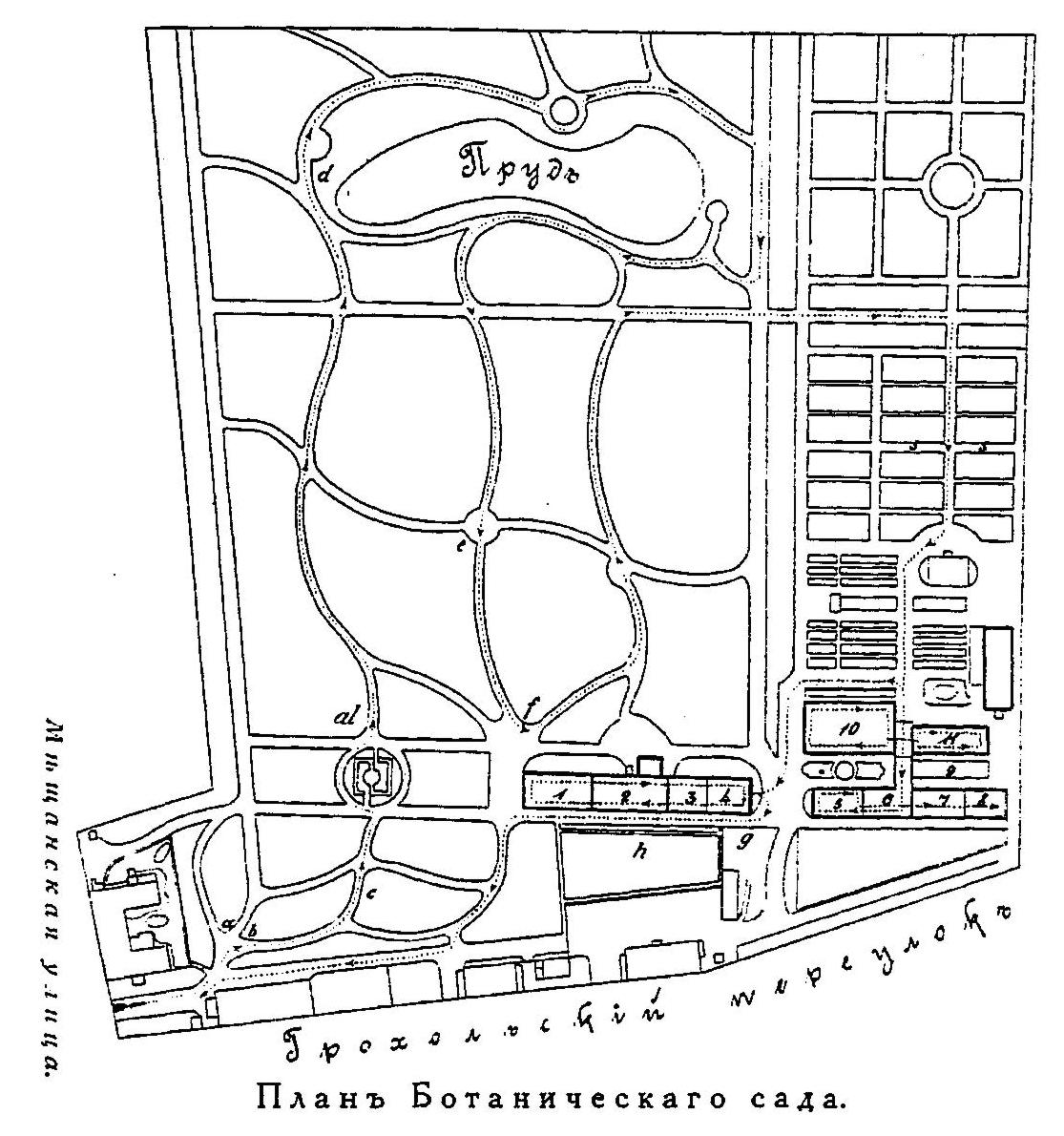
Plan du jardin en 1915

Faune
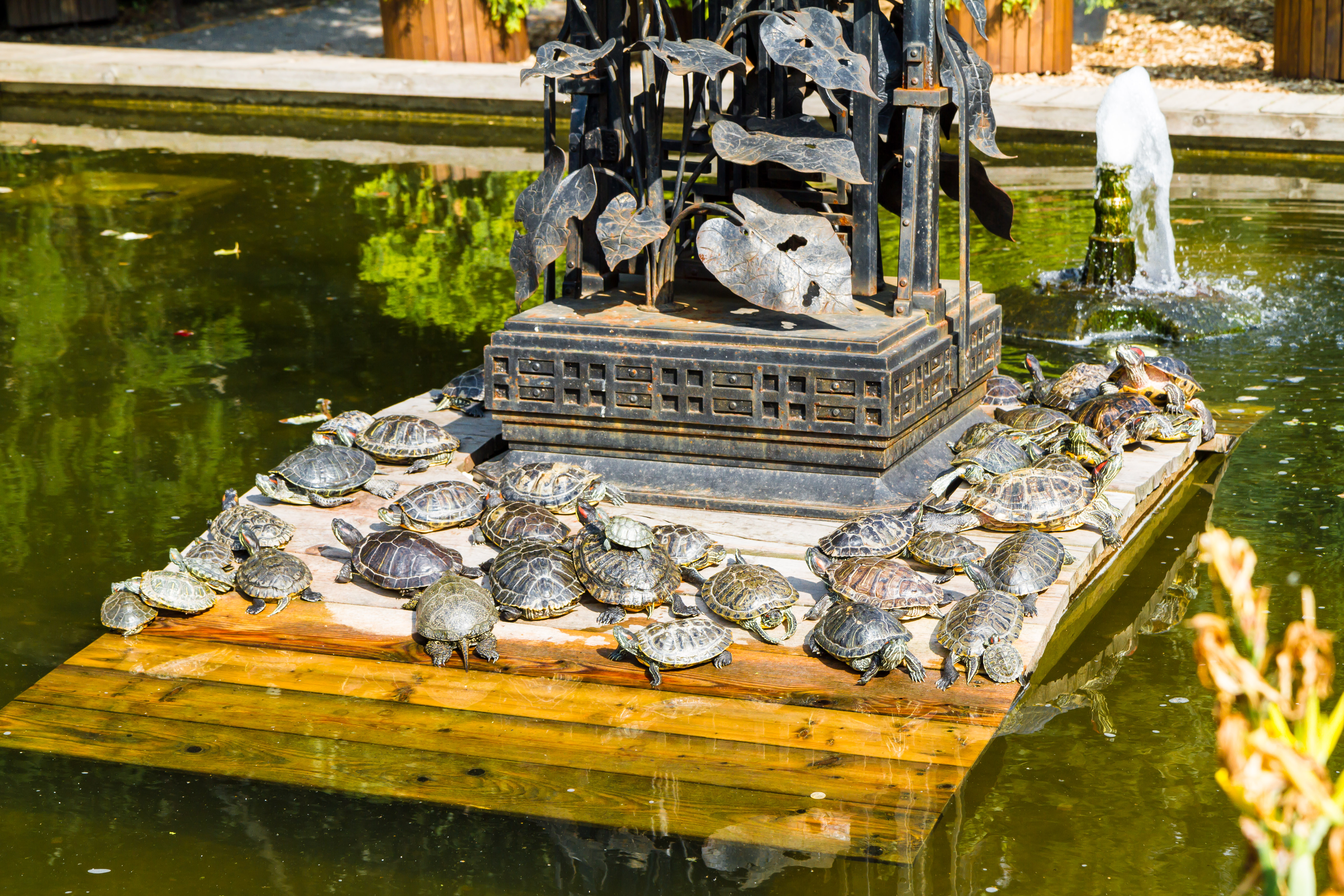
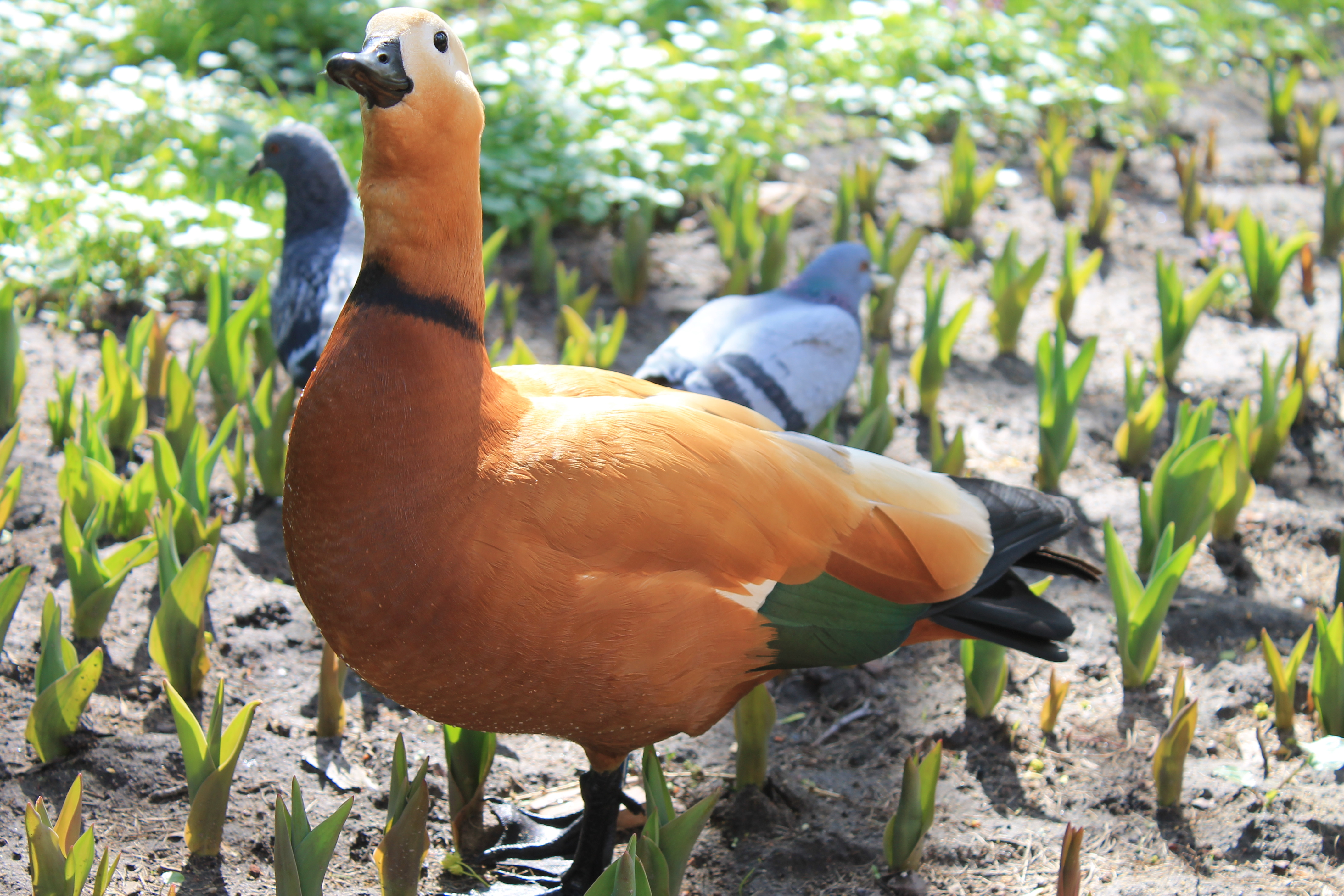
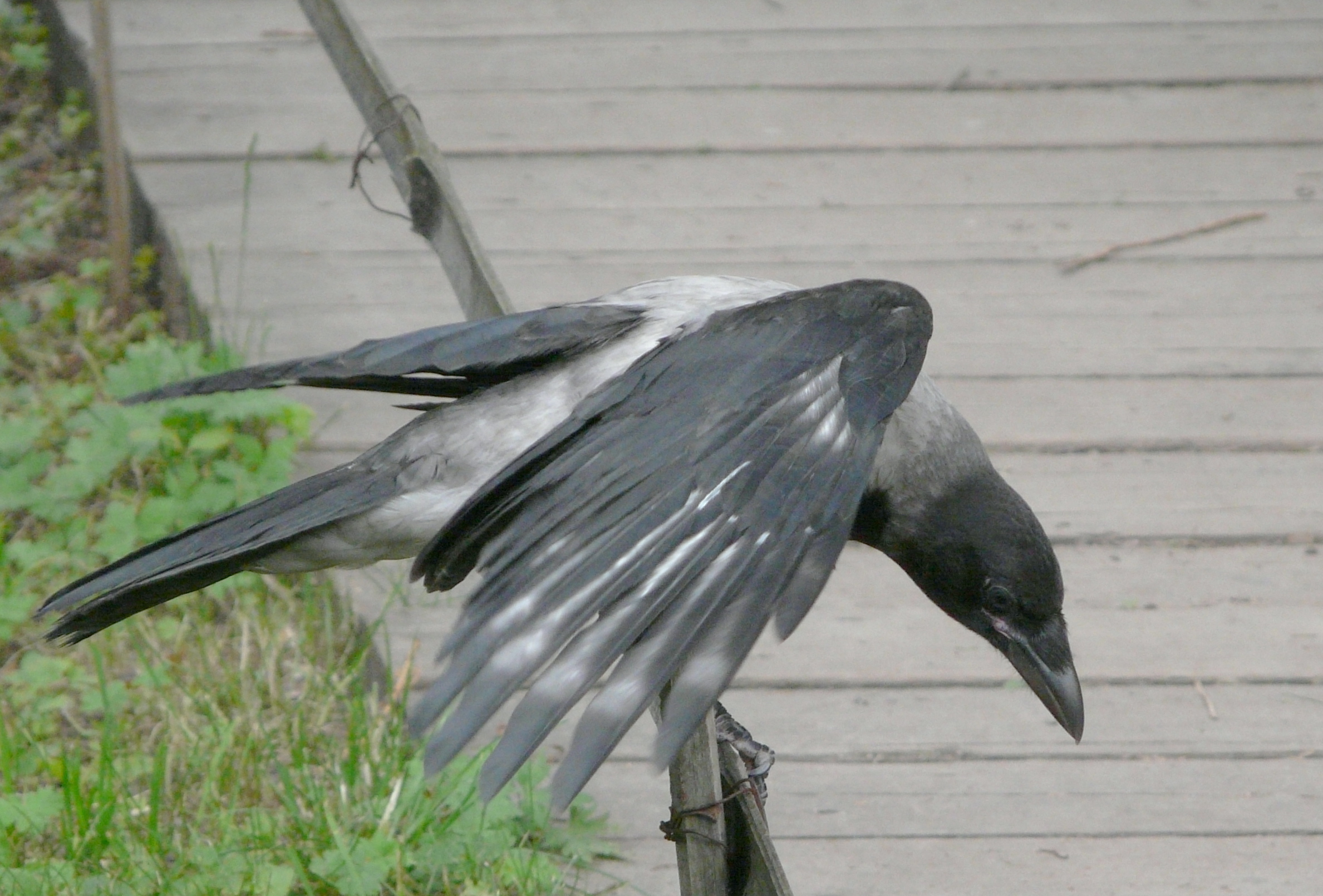
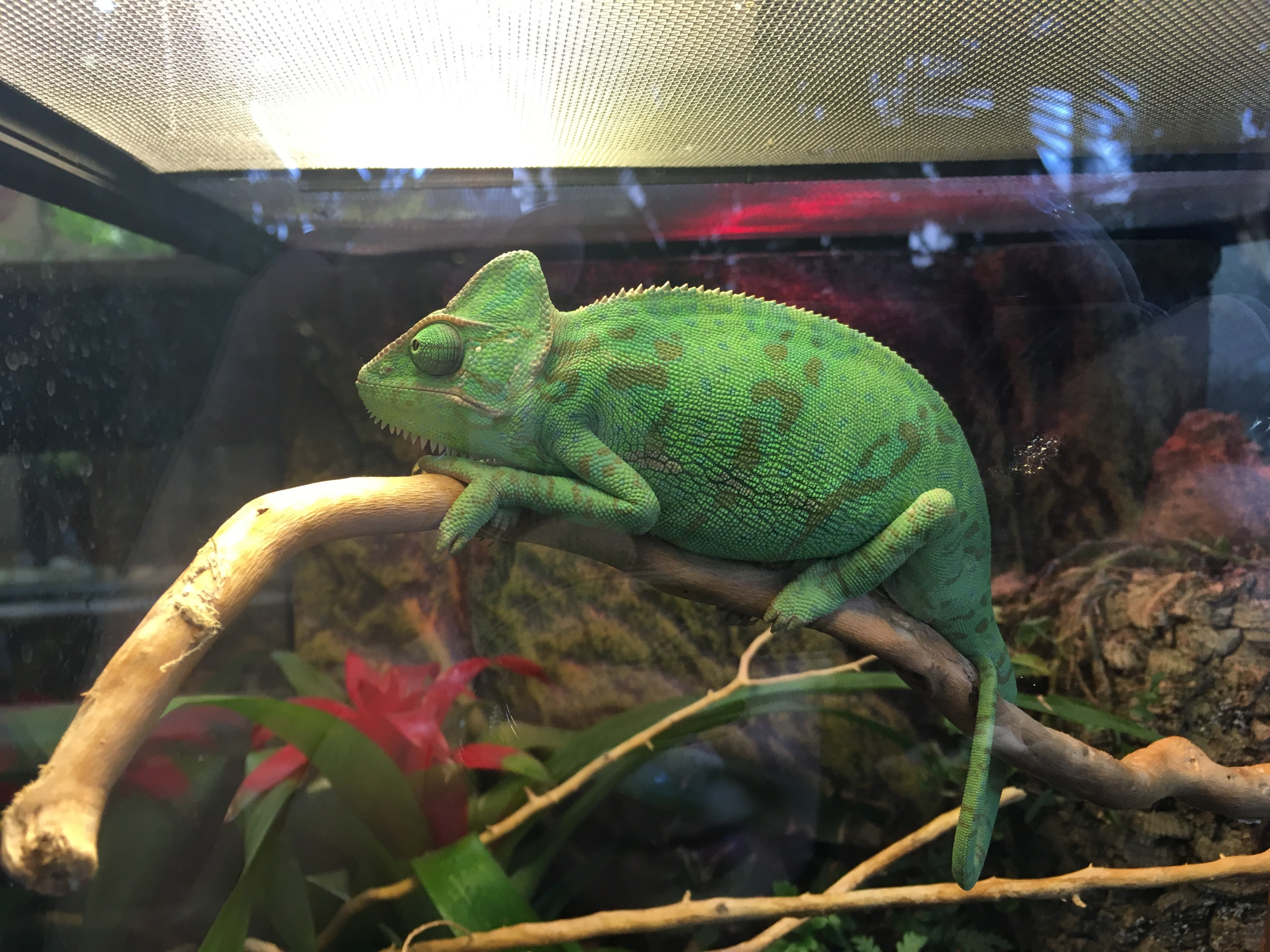

Le jardin a été fondé en 1706 par Pierre Ier le Grand dans la banlieue nord du Moscou de l'époque, derrière la tour Soukharev. On y transféra le jardin de la pharmacie du Vieux Gostiny Dvor où on cultivait des plantes médicinales, d'où son nom. Pierre Ier a participé personnellement à l'aménagement du jardin, en plantant dans un nouveau jardin trois conifères - épicéa, sapin et mélèze - "pour guider les citoyens dans leurs différences". Le mélèze est encore vivant.
À l'origine, le propriétaire du jardin était l'ordre des pharmaciens, puis l'hôpital de Moscou, et à la fin du XVIIIe siècle, il a été cédé à l'Académie de médico-chirurgie de Moscou.
Traugott Gerber fut le premier directeur étranger du jardin et le premier à étudier la flore de la Russie européenne : il a collecté des plantes médicinales sauvages, rassemblé l'herbier de la flore locale et, en 1736, a compilé le manuscrit de la première Flore de Moscou - Flora moscuensis continens circa moscuam sponte nascentes et quae exotica coluntur. Il a dirigé des expéditions médicales et botaniques organisées dans différentes régions du pays pour collecter des herbiers, des échantillons d'herbes, de racines et de graines d'espèces sauvages pour les pharmacies, ainsi que pour les planter et les semer dans le "potager". Les expéditions ont été envoyées non seulement dans la périphérie de Moscou, mais aussi dans d'autres régions du pays. Les résultats se reflètent dans les manuscrits Volga Flora (1739) et Don Flora (1742).
De 1742 à 1786, le jardin ne fut plus géré par des botanistes, mais par des jardiniers ou pharmaciens.
En 1786, le poste de directeur du jardin fut de nouveau confié à un docteur en botanique, Christian Friedrich Stephan (es), qui a mené des recherches florales intensives et écrit un certain nombre d'ouvrages, dont le premier, Moscou Flora - Enumeratio stirpium agri Mosquensis (1792), qui contient une liste de 860 espèces avec leurs habitats, leurs périodes de floraison et, parfois, leur localisation. En 1797, Stefan a lancé une pétition pour la construction de serres et de logements. Les années suivantes, il reçut beaucoup de plantes issues du jardin de Prokofi Demidoff.
En 1804, l'Academia Médico-quirúrgica de Moscú (es) s'installa dans la nouvelle capitale, Saint-Pétersbourg, emmenant avec lui le directeur du jardin, qui fut abandonné, et l'université de Moscou en profita pour le racheter.
En 1805, Georg Franz Hoffmann,  qui dirigeait le département de botanique ainsi que le jardin botanique de l'université de Göttingen fut nommé directeur, et il publia en 1808 le premier catalogue de la collection, Hortus botanicus mosquensis, a été publié - contenant 3528 plantes qui étaient cultivées en pleine terre et sous serre. C'est aussi de sa direction que date le plus vieux plan de jardin encore existant.
En 1812, le jardin fut ravagé par un incendie, et des logements furent détruits. Pour se renflouer, le jardin dut vendre des parcelles à des particuliers.
De 1834 à 1860, le jardin fut dirigé par Alexandre Grigorievitch Fischer von Waldheim qui, influencé par le jardin à l'anglaise, procéda à plusieurs réaménagements : le jardin botanique de l'université a alors acquis le caractère d'un parc urbain, ouvert non seulement aux étudiants et aux passionnés de botanique, mais aussi à ceux qui voulaient se détendre à l'ombre d'arbres centenaires, moyennant un pris d'entrée assez élevé, selon Ilia Répine.
De 1873 à 1902, le jardin fut dirigé par Ivan Gorojankine, qui renforça la coopération internationale avec d'autres jardins botaniques. Il établit aussi de nouvelles collections, dont des palmiers et des fougères, mais aussi des Nénuphars géants d'Amérique du Sud, dont la floraison attira la foule en 1905.
Des mécènes vinrent au secours du jardin et un bâtiment pour un laboratoire et des cours put entre autres être construit.
Pendant la Révolution et la guerre civile, la situation du jardin s'est détériorée de façon spectaculaire - en 1920, 10 des 12 serres ont dû être fermées parce qu'elles ne pouvaient plus être chauffées. La situation commença à s'améliorer au fur et à mesure des préparatifs de l'Exposition agricole de l'Union - les serres furent reconstruites en 1926-1927, et en même temps, grâce aux revenus des collections étrangères, il fut possible de reconstituer les fonds des serres.
En 1950, quand l'université s'est installée sur son nouvel emplacement, le jardin en est devenu une branche.
En 1973, la partie du jardin près de la Prospekt Mira fut classée Objet patrimonial culturel de Russie.
Aujourd'hui, le jardin botanique est une division de la faculté de biologie de l'université d'État de Moscou.

Flore
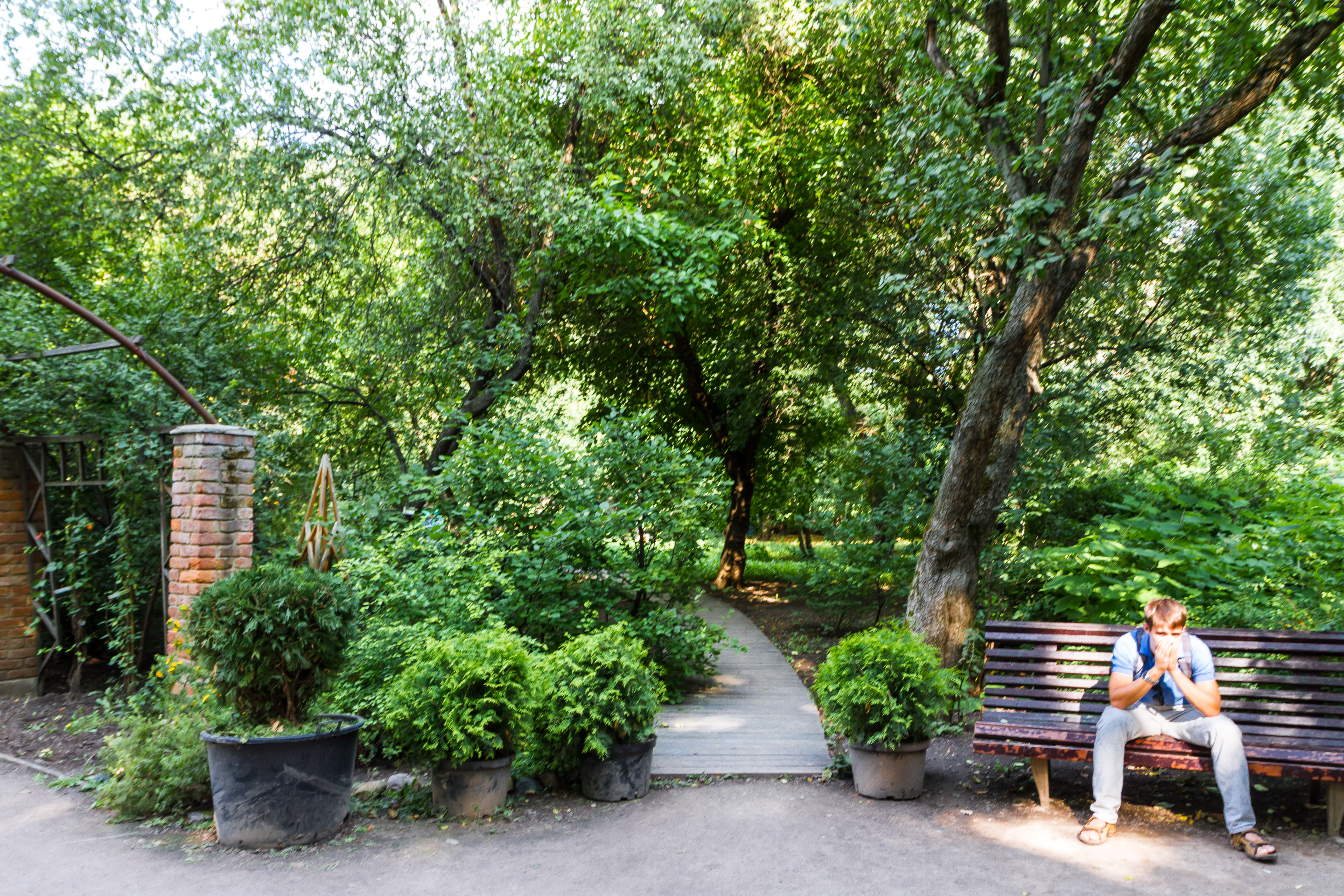
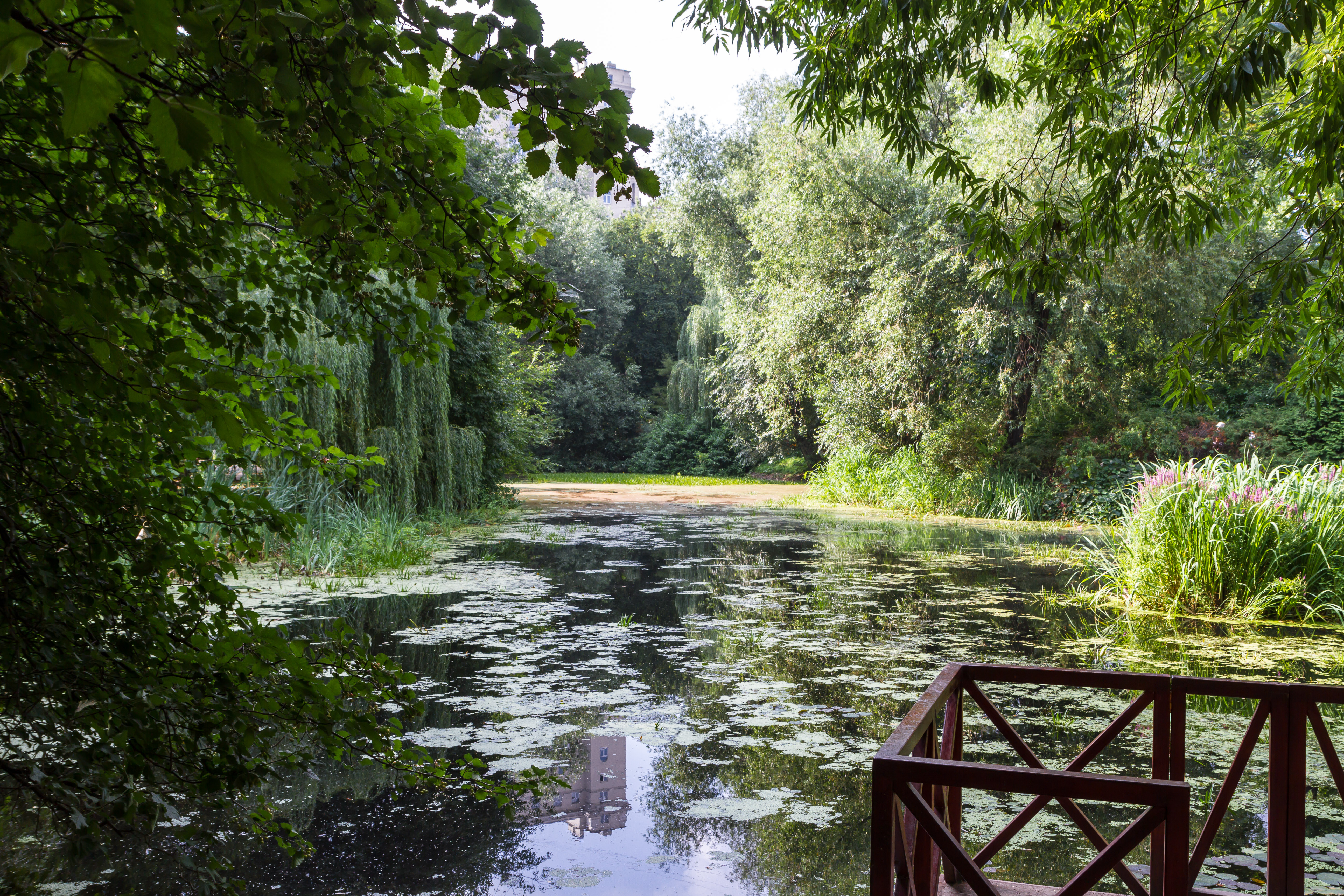
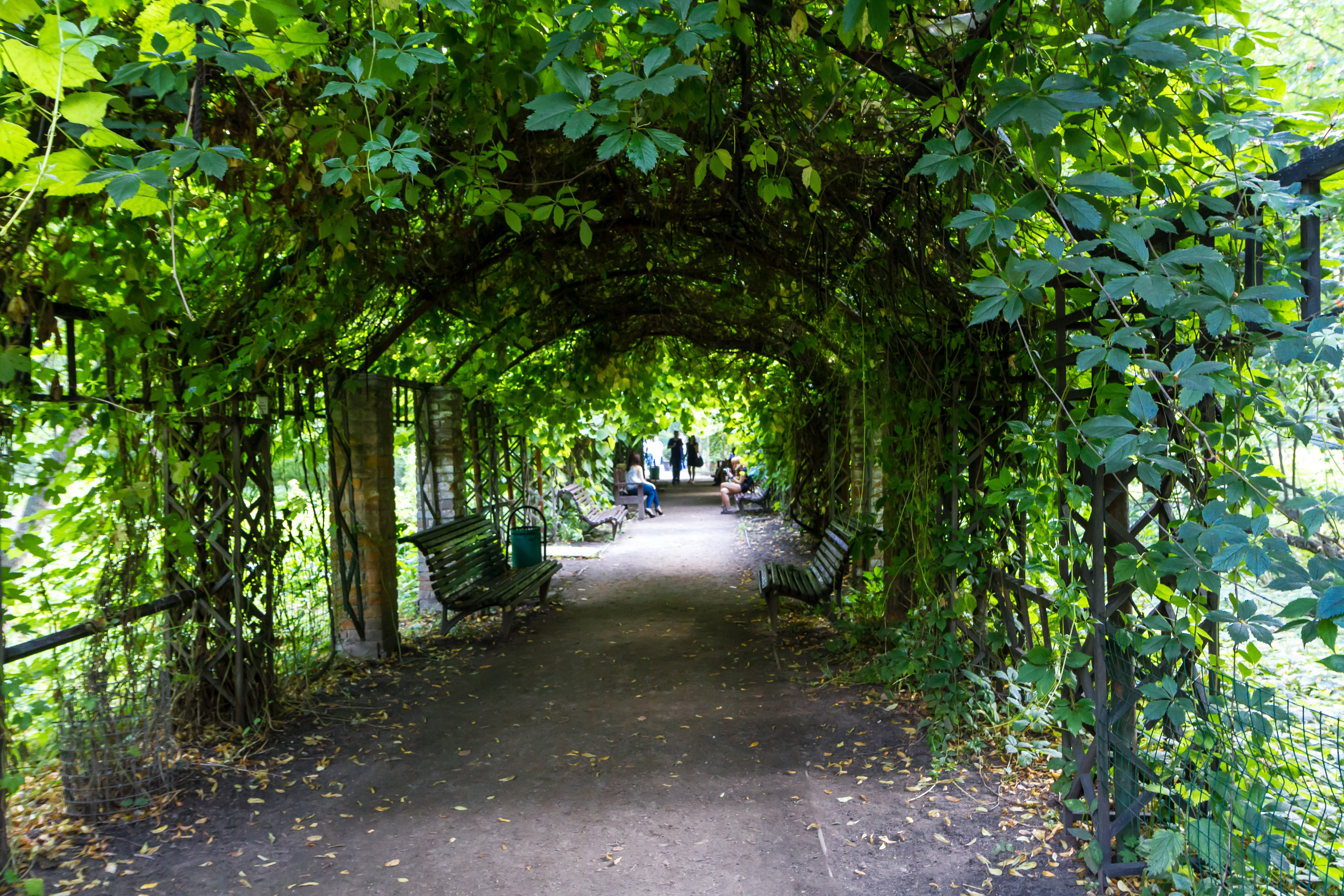
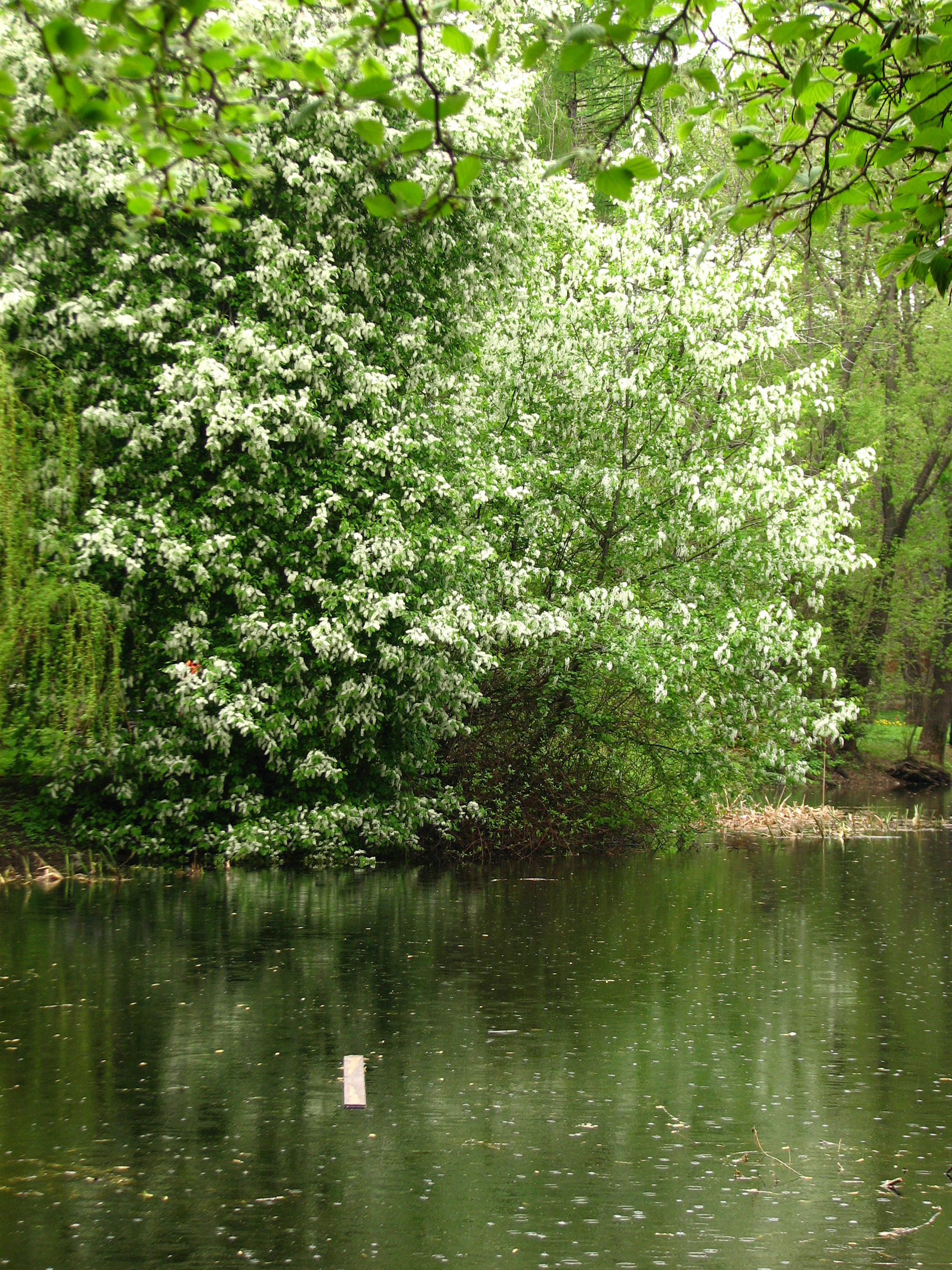
Prunus padus

- Faune

## Directeurs
Liste non exhaustive
- 1735-1742 : Traugott Gerber
- 1786- : Christian Friedrich Stephan (es)
- 1805-1824 : Georg Franz Hoffmann
- 1826-1834 : Mikhaïl Maximovitch
- 1834-1860 : Alexandre Grigorievitch Fischer von Waldheim
- 1873-1902 : Ivan Gorojankine
- 1940-1948 : Konstantín Méyer (es)